# 13. септембар
13. септембар (13.9.) је 256. дан у години по грегоријанском календару и јулијанском календару (257. у преступној години). До краја године има још 109 дана.

## Догађаји
- 81 — Након смрти брата Тита, власт над Римским царством преузео је Домицијан.
- 533 — Византијска војска под командом Велизара победила је вандалску војску под командом краља Гелимера у бици код Ад Децимума (на десетој миљи од Картагине).
- 1276 — Папа Јован XXI је наследио Адријана V као 187. римски папа.
- 1759 — Британци су у пресудној бици на Абрахамовој заравни у близини Квебека победили Французе и осигурали британску супремацију у Канади.
- 1788 — Њујорк је проглашен првом федералном престоницом САД.
- 1814 — Британске снаге су током битке за Балтимор напале америчку тврђаву Форт Макхенри, што је касније инспирисало Франсиса Скота Кија да напише Барјак искићен звездама, будућу химну САД.
- 1882 — Током Египатског устанка британске трупе поразиле су египатску војску код Тел ел Кебира и наставиле освајање Египта и Судана.
- 1922 — У Ал Азизији у Либији измерена је највиша температура ваздуха у хладу - 58 °C.
- 1923 — Генерал Мигел Примо де Ривера извршио је, уз одобрење краља Алфонса XIII, државни удар у Шпанији и завео војну диктатуру.
- 1943 — Народноослободилачки одбор за Истру донио је одлуку о прикључењу Истре матици Хрватској.
- 1955 — СССР и Западна Немачка успоставили су дипломатске односе.
- 1971 — У њујоршком затвору Атика погинули су 31 затвореник и 11 затворских чувара, када су припадници америчке полиције и Националне гарде интервенисали да смире петодневну побуну у затвору.
- 1989 — У Кејптауну су одржане дотада највеће демонстрације против апартхејда у Јужној Африци. Демонстранте који су уз песму и игру пролазили кроз центар града предводио је надбискуп Дезмонд Туту.
- 1991 — СССР и САД су се споразумели да обуставе снабдевање оружјем зараћене стране у Авганистану.
- 1993 — Израел и Палестинска ослободилачка организација (ПЛО) потписали су у Вашингтону мировни споразум којим је предвиђена палестинска самоуправа на окупираним територијама.
- 1998 — На другим послератним општим изборима у Босни и Херцеговини поново су победиле националне политичке партије Муслимана, Срба и Хрвата у БиХ. Трогодишњи рат, који су водили лидери националних група, завршен је у децембру 1995. потписивањем мировног уговора у Дејтону, у САД, а први послератни избори одржани су 1996.
- 1999 — У четвртој великој, од серије експлозија које су две недеље потресале Москву, срушена је стамбена зграда, а погинуло 118 људи.
- 2000 — Натурализовани Американац тајванског порекла Вен Хо Ли, истраживач у влади САД пуштен је из затвора уз извињење судије. Он је у самици провео девет месеци, због оптужби америчке владе да представља претњу за националну безбедност.
- 2001 — Амерички државни секретар Колин Пауел потврдио да је вођа Ал Каиде Осама бин Ладен, за кога се веровало да се крије у Авганистану, главни осумњичени за терористичке нападе у САД 11. септембра.

## Рођења
- 1087 — Јован II Комнин, византијски цар (1118—1143). (†1143)
- 1819 — Клара Шуман, немачка пијанисткиња и композиторка. (†1896)
- 1874 — Арнолд Шенберг, аустријски композитор, теоретичар музике, педагог, писац и сликар. (†1951)
- 1876 — Шервуд Андерсон, амерички књижевник. (†1941)
- 1886 — Роберт Робинсон, енглески органски хемичар, добитник Нобелове награде за хемију (1947). (†1975)
- 1887 — Лавослав Ружичка, хрватско-швајцарски научник, добитник Нобелове награде за хемију (1939). (†1976)
- 1903 — Клодет Колбер, француско-америчка глумица. (†1996)
- 1904 — Гледис Џорџ, америчка глумица. (†1954)
- 1916 — Роалд Дал, британски књижевник и сценариста. (†1990)
- 1920 — Алекса Дејовић, учесник Народноослободилачке борбе и народни херој Југославије. (†1943)
- 1933 — Душко Трифуновић, српски књижевник, песник и телевизијски аутор. (†2006)
- 1939 — Борислав Микелић, српски привредник и политичар, председник Владе Републике Српске Крајине (1994—1995). (†2018)
- 1944 — Жаклин Бисет, енглеска глумица.
- 1951 — Џин Смарт, америчка глумица.
- 1956 — Ђорђе Миловановић, српски фудбалер. (†2009)
- 1959 — Ненад Радуловић, српски музичар, најпознатији као фронтмен групе Последња игра лептира. (†1990)
- 1961 — Жељко Бувач, босанскохерцеговачко-српски фудбалер и фудбалски тренер.
- 1961 — Дејв Мастејн, амерички музичар, најпознатији као суоснивач, певач и гитариста групе Megadeth.
- 1966 — Филип Шоваговић, хрватски глумац, редитељ и драматург.
- 1967 — Слободан Ковач, српски одбојкаш и одбојкашки тренер.
- 1967 — Тим Овенс, амерички музичар, најпознатији као певач група Judas Priest и Iced Earth.
- 1967 — Мајкл Џонсон, амерички атлетичар (спринтер).
- 1969 — Шејн Ворн, аустралијски крикеташ. (†2022)
- 1971 — Горан Иванишевић, хрватски тенисер и тениски тренер.
- 1971 — Стела Макартни, енглеска модна дизајнерка.
- 1973 — Фабио Канаваро, италијански фудбалер и фудбалски тренер.
- 1976 — Предраг Ранђеловић, српски фудбалер и фудбалски тренер.
- 1976 — Пума Свид, шведска порнографска глумица.
- 1977 — Фиона Епл, америчка музичарка.
- 1979 — Иван Миљковић, српски одбојкаш.
- 1982 — Миха Зупан, словеначки кошаркаш.
- 1982 — Нене, бразилски кошаркаш.
- 1983 — Марко Ломић, српски фудбалер.
- 1985 — Никола Микић, српски фудбалер.
- 1987 — Цветана Пиронкова, бугарска тенисерка.
- 1987 — Александра Станишић, српска новинарка и ТВ водитељка.
- 1989 — Томас Милер, немачки фудбалер.
- 1992 — Марко Гобељић, српски фудбалер.
- 1993 — Мирко Иванић, српско-црногорски фудбалер.
- 1993 — Најл Хоран, ирски музичар, најпознатији као члан групе One Direction.
- 1996 — Петар Поповић, црногорски кошаркаш.
- 1996 — Лили Рајнхарт, америчка глумица.

## Смрти
- 531 — Кавад I, краљ Сасанидске Персије (* 449)[1]
- 1506 — Андреа Мантења, италијански сликар и гравер.
- 1592 — Мишел де Монтењ, француски писац и филозоф.
- 1598 — Филип II Хабзбуршки, напуљски краљ (1554), господар Холандије (1555), а потом краљ Шпаније, Сицилије и Сардиније.
- 1773 — Антон Јанша, словеначки сликар и дворски пчелар Марије Терезије. (* 1734)[2]
- 1977 — Леополд Стоковски, амерички диригент пољског порекла.
- 1978 — Младен Рамљак, југословенски фудбалски репрезентативац (* 1945)*
- 1992 — Ентони Перкинс, амерички филмски глумац, добитник Оскара.
- 1996 — Тупак Шакур, амерички глумац, репер и песник. (* 1971).
- 1999 — Предраг Милојевић, српски новинар.
- 1999 — Владимир Погачић, филмски редитељ.
- 2006 — Чава Димитријевић, југословенски фудбалер (* 1962)
- 2014 — Милан Галић, српски фудбалер и тренер. (* 1938)

## Празници и дани сећања
- 1842 — Народна скупштина кнежевине Србије, у којој су уставобранитељи имали већину, прогласила је за кнеза Александра Карађорђевића, сина вође Првог српског устанка Карађорђа. Уставобранитељи су претходно збацили кнеза Михајла Обреновића, који је потом избегао у Аустрију.
- 1908 — Пробном вожњом од Вирпазара до Бара Црном Гором је прошао први воз. Редовни железнички саобраћај успостављен је 2. новембра.
- Српска православна црква прославља Свете српске новомученике јасеновачке